# Pfalz E.I
Il Pfalz E.I fu un caccia monoposto monoplano ad ala media sviluppato dall'azienda tedesco imperiale Pfalz-Flugzeugwerke GmbH negli anni dieci del XX secolo.
Sviluppo del francese Morane-Saulnier Type H da turismo sportivo che l'azienda tedesca produceva su licenza, venne introdotto nel 1915 come equipaggiamento dei primi reparti da caccia (Jasta) della Luftstreitkräfte, la componente aerea del Deutsches Heer (l'esercito imperiale tedesco), durante le fasi iniziali della prima guerra mondiale.

## Storia del progetto
Il successo ottenuto dall'applicazione di un sincronizzatore, dispositivo meccanico perfezionato da Anthony Fokker sull'esame di un analogo dispositivo applicato ad un velivolo nemico costretto ad un atterraggio forzato in territorio tedesco, che consentiva di sparare con una mitragliatrice attraverso il disco dell'elica senza che questa subisse danni, sul Fokker M.5, permise di creare una nuova classe di velivoli, identificati dall'Idflieg come E-Typ (da Eindecker, monoplano) destinati al ruolo di caccia.
Le specifiche emesse vennero recepite tra le altre dalla Pfalz-Flugzeugwerke che avviò uno sviluppo del Morane-Saulnier H, modello di concezione francese destinato al mercato dell'aviazione generale, del quale aveva acquisito una licenza di produzione per il territorio tedesco.
Dopo una fase iniziale in cui venne utilizzato nel ruolo di aereo da ricognizione disarmato, ottenuto il sincronizzatore il modello Pfalz, leggermente modificato rispetto ai progetti originali, venne valutato positivamente dalla commissione esaminatrice Idflieg ed identificato come E.I, primo cioè dei monoplani da caccia sviluppati dall'azienda tedesca.
In volo il modello non era di facile controllo tanto che ebbe sia detrattori che estimatori. Tra i primi Hellmuth Hirth, figura conosciuta in ambito aeronautico per la sua frequentazione nei circoli di volo prima dello scoppio del conflitto, che rischiò la corte marziale per il suo ostinato rifiuto di mettersi ai comandi dell'E.I, tra i secondi l'asso dell'aviazione Otto Kissenberth.

## Utilizzatori
Austria-Ungheria
- k.u.k. Kriegsmarine

 Germania
- Kaiserliche Marine